# Dahmane Ben Achour
Pour les articles homonymes, voir Achour.
Dahmane Ben Achour (11 mars 1912 - 15 septembre 1976) est une figure de proue de la musique classique algérienne.

## Biographie
De son vrai nom Achour Abderrahmane, Dahmane Ben Achour est né en 1912 à Ouled Yaïch (dans la région de Blida, en Algérie). Il fréquente l'école coranique, ayant pour maître son grand-père, puis exerce le métier de coiffeur avant de se lancer dans la musique, qui ne tarde pas à absorber toute son activité.
Dès son jeune âge, Abderrahmane s'installe à Alger, rue Zama, avec ses parents. Son père était commerçant, place des Martyrs. Quelque temps après, son père ayant acquis un commerce à Blida, il s'y installe à son tour, comme coiffeur. C'est dans ce salon de coiffure qu'il débute en tant que musicien, jouant d'abord du mandole, accompagné par l'un de ses amis, Ali Mili issu des grandes écoles de l'art classique. Il se fait remarquer en 1931, par sa belle voix au sein de la société blidéenne de musique El-Adabia, que préside Chérif Bencherchali.
C'est au sein de cette association qu'il côtoya des musiciens plus rodés que lui comme Hadj Medjbeur qui deviendra par la suite son bras droit, au violon, dans l'orchestre. Khellil, Boualem Stamairo ainsi que d'autres musiciens avaient acquis, en leur temps, le sens du métier pour avoir travaillé sous la conduite d'un grand maître du aroubi de la Mitidja, Mahmoud Oulid Sidi Saïd. Pris en estime par Hadi Medjbeur, Dahmane fait beaucoup de progrès et supplante tous les jeunes de sa promotion. Il adhère à El-widadia dès sa création en 1934. Guidé par le grand musicologue Mahieddine Lakehal, Dahmane apprend les noubas, les rythmes, le sens des poésies. Il connaît les meilleurs moments de sa carrière à partir de 1940 même si sa participation en 1939, à la fête du Trône, au Maroc, n'est pas passée inaperçue.
Dès 1946, il acquiert au sein de l'orchestre dirigé par Mohamed Fakhardji une connaissance encore plus solide de la musique arabo-andalouse et très vite, devient un spécialiste du hadri (Hadhra) traditionnel. Dahmane Ben  Achour jouait de tous les instruments et maîtrisait  les styles Aroubi et Hawzi. Son orchestre se composait de Hadj Medjbeur au violon, Benchoubane au mandole, Barabas à la flûte, Challal et Baba-Ameur au tambourin.
Cet artiste apprécié par les connaisseurs, donna son dernier spectacle en juillet 1976 à El-Achour (Alger). Il meurt le 15 septembre 1976 à Blida des séquelles irréversibles d'une intervention chirurgicale.